# Lumphat
Lumphat est une ville du Cambodge ayant en 1998 une population de 10 301 habitants.
Elle a été le chef lieu de la province de Rotanah Kiri jusqu'aux années 1970 où elle sera détruite par les bombardements de la guerre civile et sera remplacée par Banlung.